# 프로세스 거버넌스
프로세스 거버넌스(Process Governance)는 조직의 "활력적 유동성을 유지하고자 프로세스를 자율적으로 조정하고 유연하게 배치하는 네트워크적 조정활동으로 전략연계, 권한강화, 직능향상, 자율조직(화)를 핵심역량으로 한다." 프로세스 거버넌스는 프로세스 관리와 비교하여야 그 차이점을 분명하게 인지할 수 있다. 관리라 함은 조직의 생존과 번영에 집중하며, 효과와 효율이 키워드가 된다. 그러나 거버넌스는 조직이 속한 생태적 네트워크(에코시스템)까지 고려하며, 항상성과 유동성 그리고 지속가능성이  키워드가 된다. 그러므로 프로세스의 생성, 변경, 소멸까지의 관리 체계를 구현하여 표준화와 지속적인 변경관리를 통해서 성과체계로 연계되도록 하는 프로세스 관리(Process Management)보다 상위의 통제 개념이다. 

## 프로세스 거버넌스 사이클
정치학과 행정학에서 먼저 시작된 거버넌스 개념은 조직 거버넌스의 학문적 진척에 영향을 주었고, 조직 거버넌스는 하위개념인 비즈니스 거버넌스와 IT거버넌스는 물론 프로세스 거버넌스를 포괄한다.  

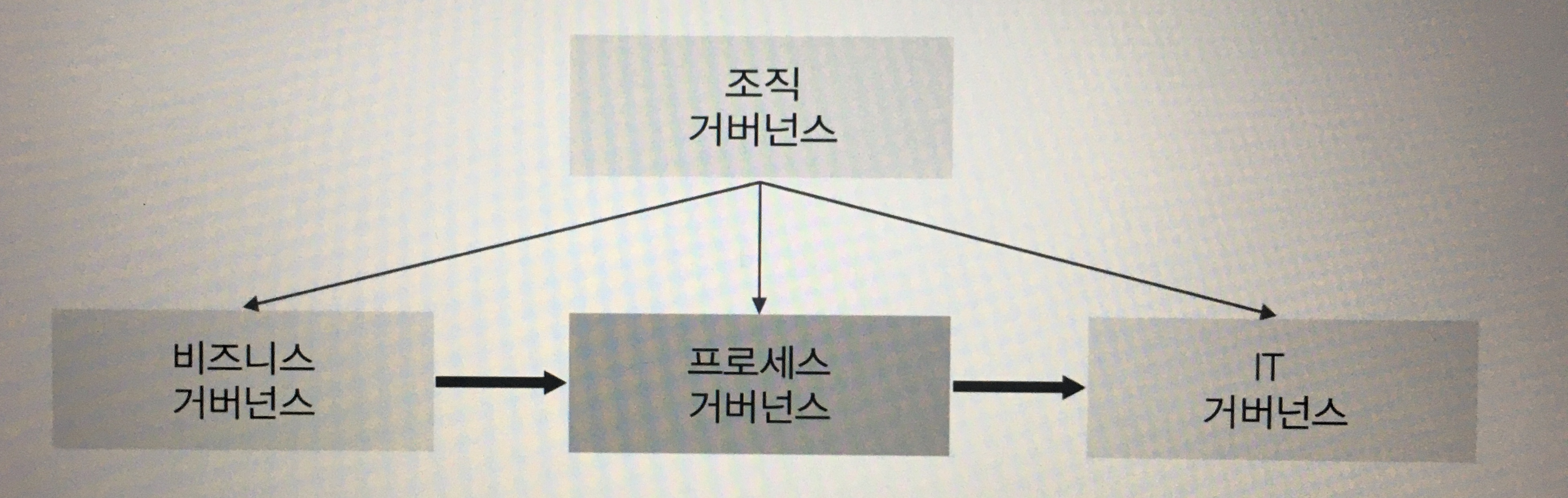
조직거버넌스 - 순차모델, <프로세스 거버넌스>, 국민대 출판부

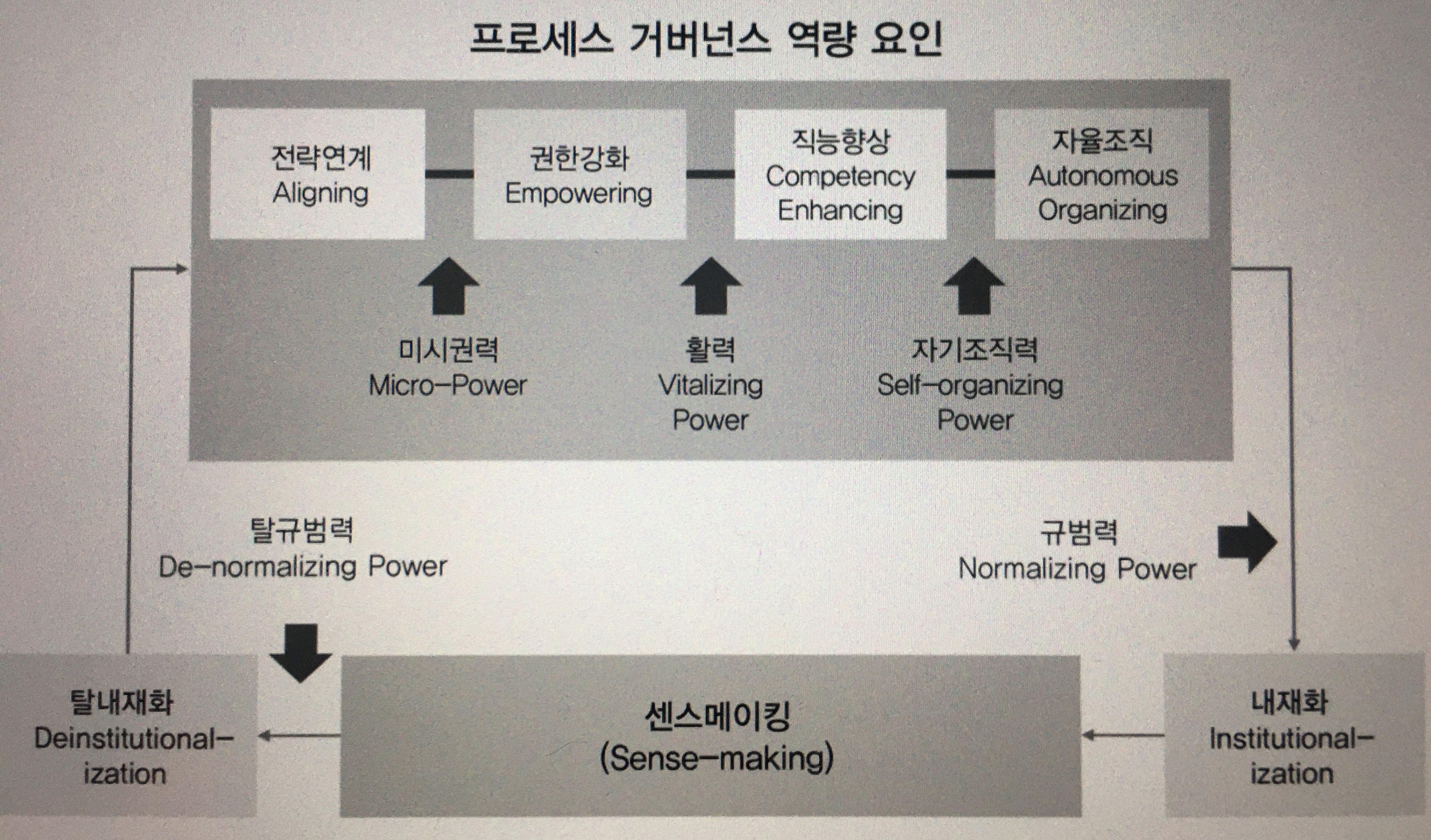
프로세스거버넌스 사이클, <프로세스 거버넌스>, 국민대 출판부

프로세스 거버넌스는 비즈니스 거버넌스(전략)와 IT거버넌스(시스템)를 연계하는 개념적 구조체로 조직의 활동과 관련된다. 프로세스 거버넌스는 비즈니스 거버넌스와 IT 거버넌스 사이에서 주요한 매개역할을 함에도 크게 주목 받지 못하였다. 프로세스 거버넌스는 주로 활동에 관계하며 프로세스 설계의 정책방향, 책임관계 그리고 궁극적 결과와 관련 된다. 그러나 프로세스 거버넌스는 조직 내의 비즈니스 거버넌스, IT 거버넌스에 비하여 여전히 생소하다. 이유는 거버넌스라는 용어가 조직 내부를 넘어 폭넓은 이해당사자(stakeholder) 간의 관계를 고려하는 것으로 간주되어 ‘프로세스’ 맥락과 같이 사용되지 않았기 때문이다.
프로세스 거버넌스는 비즈니스 거버넌스와 IT 거버넌스의 사이를 중계하는 매개 거버넌스로 정의할 수 있다. 그림은 프로세스 거버넌스의 주요 역량(capability)요인이다. 상단의 4개의 역량요인은 일련의 프로세스 거버넌스 순환 활동(cyclic activity)에 포함되며, 이들 4개 역량요인의 성숙도와 성과지표는 프로세스 거버넌스의 역량을 측정하는 지표로 활용될 수 있다. 4개의 역량요인을 간략히 설명하면 아래와 같다.
- 전략연계(aligning): 회사의 비즈니스 지향(미션, 비전, 목표, 정체성)에 맞도록 프 로세스 정책과 절차를 설계하는 활동이다.
- 권한강화(empowering): 직원 혹은 팀 집단이 지시에 의하지 않고, 프로세스에 긍 정적/부정적 영향을 끼치는 변수를 통제할 수 있으며, 자율조직화를 도모할 수 있도록 권한 을 강화하는 활동이다.
- 직능향상(competency enhancing): 프로세스 개선에 관련하여 업무를 수행하는 능력을 향상시키는 활동이다.
- 자율조직화(autonomous organizing): 상위조직이나 외부로부터의 통제에 의하여 기동 되는 것이 아니라, 조직원들이 스스로 강화된 권한과 통찰에 의하여 내·외부적 환경변화에 부응하여 프로세스를 자율적으로 개선해 나가는 조직화 능력을 말한다.

한편 네가지 프로세스 거버넌스 역량요인을 움직이는 동력(driving force)이 존재한다. 이는 그림의 굵은 화살표로 표시된 미시권력(micro-power), 활력(vitalizing power), 자기조직력(self-organizing power), 규범력(normalizing power), 센스메이킹 파워(sensemaking power), 탈규범력(denormalizing power)이다.  조직원은 네 가지 역량요인 전체를 아울러서 센스메이킹(sense-making)의 힘으로 환경변화와 조직역량의 불균형을 인지하며, 내재화로 고착되고 지층화된 제약을 탈규범(de-normalizing power)을 통해 해체하고, 새로운 연계전략을 다시 도모한다. 이러한 순환 사이클 의 개념은 ‘들뢰즈’의 관계 철학의 개념에 기반한다.